# Pełnomocnik medyczny
Pełnomocnik medyczny – wybrana przez pacjenta osoba, która reprezentuje jego wolę, stanowisko oraz interesy w sytuacji, gdy sam pacjent nie może lub nie chce tego uczynić samodzielnie. Pełnomocnik medyczny podejmuje decyzje dotyczące życia i zdrowia pacjenta, posiadając szczegółową wiedzę na jego temat. Powinien także szanować wolę swego mocodawcy i wyznawane przez niego wartości. 
Instytucja pełnomocnika medycznego istnieje w wielu krajach świata, m.in. w Australii, Belgii, Hiszpanii, Izraelu, Stanach Zjednoczonych i Szwajcarii. Ogólne zasady powoływania różnego rodzaju stałych pełnomocników określa Rekomendacja nr 11 Rady Europy z 2009 r. 
Polska należy do tych krajów, w których nie ma pełnomocników medycznych. Wprowadzenie takiej instytucji do polskiego systemu prawnego postuluje Polska Grupa Robocza ds. Problemów Etycznych Końca Życia. Członkowie tej Grupy opublikowali wiosną 2016 r. szczegółowy projekt odpowiednich zmian w polskim prawie. Zgodnie z tym projektem każda nieubezwłasnowolniona osoba dorosła mogłaby zostać pełnomocnikiem medycznym. Pełnomocnictwo zaczynałoby obowiązywać w momencie utraty przez mocodawcę kompetencji decyzyjnych lub w momencie wyrażenia woli o nieinformowaniu o stanie własnego zdrowia. Pełnomocnik medyczny podejmowałby decyzje w sprawach związanych z postępowaniem medycznym, ale nie miałby obowiązku pełnienia funkcji opiekuńczych wobec pacjenta.